# Privateering
Privateering är det sjunde soloalbumet av Mark Knopfler. Albumet släpptes den 3 september 2012.

## Låtlista

### CD 1
1. "Redbud Tree"
2. "Haul Away"
3. "Don't Forget Your Hat"
4. "Privateering"
5. "Miss You Blues"
6. "Corned Beef City"
7. "Go, Love"
8. "Hot or What"
9. "Yon Two Crows"
10. "Seattle"

### CD 2
1. "Kingdom Of Gold"
2. "Got To Have Something"
3. "Radio City Serenade"
4. "I Used To Could"
5. "Gator Blood"
6. "Bluebird"
7. "Dream Of The Drowned Submariner"
8. "Blood And Water"
9. "Today Is Okay"
10. "After The Bean Stalk"

#### Bonus
1. "Occupation Blues"
2. "River of Grog"
3. "Follow The Ribbon"

## Medverkande
- Mark Knopfler – sång, gitarr, producent
- Richard Bennett – gitarr
- Guy Fletcher – keyboards, producent, bas (på "Redbud Tree"), arr. av stråkar
- Glenn Worf – bas, kontrabas
- Ian Thomas – trummor
- John McCusker – fiol, cittern, whistle
- Jim Cox – piano, orgel
- Paul Franklin – pedal steel guitar
- Phil Cunningham – dragspel
- Michael McGoldrick – flöjt, whistle, uilleann pipes
- Rupert Gregson-Williams – dirigent

Gästframträdande
- Kim Wilson – munspel
- Ruth Moody – sång
- Chris Botti – trumpet